# 田丸節郎

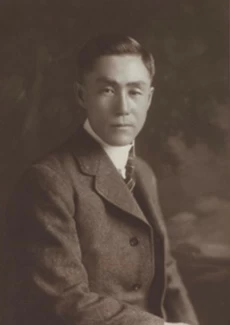
田丸節郎

田丸 節郎（たまる せつろう、1879年11月1日 - 1944年8月5日）は、日本の化学者。

## 経歴
岩手県盛岡市出身。
1904年に東京帝国大学理科大学化学科を卒業した。1908年から1917年にかけてドイツのフリッツ・ハーバーの許でアンモニア合成の研究に携わった。1917年に帰国し理化学研究所の研究員となり、1929年に東京工業大学の教授に就任した。日本学術振興会の創設にも尽力した。
田中舘愛橘や寺田寅彦とともに、東京帝大運動会の短距離競走で使用された電気計測器の製作にも携わった。1902年の運動会では、100メートル競走優勝者に対して実施された「優勝者競走」というタイムトライアルに初めてこの装置が使用され、出走した藤井實（当時法科大学生）が10秒24という記録を出したとされる（この記録に関する詳細や議論については藤井の記事を参照）。

## 家族
- 兄 - 田丸卓郎（物理学者）[2]。
- 子 - 田丸謙二（化学者）
- 孫 - 藤原美子（心理学者）